# Катерининська церква (Краснодонецька)
 Катерининська церква  (рос. Екатерининская церковь) — православний храм в станиці Краснодонецька, Білокалитвинський район, Ростовська область, Росія. Відноситься до Білокалитвенського благочиння Волгодонської і Сальської єпархії . Збудована в 1879 році і є об'єктом культурної спадщини регіонального значення .

## Історія
Станиця Катерининська (нині Краснодонецкая) заснована у 1775 році за наказом Катерини II. Засновником станиці є князь Григорій Олександрович Потьомкін. Закладена на низькому березі Сіверського Дінця. Але так як місце вибрано невдало і навесні його заливало водою, станиця перенесена нижче за течією, тут побудована дерев'яна церква Святої Катерини. Спеціально для Катерининської церкви написана ікона Святої Великомучениці Катерини. Обличчям вона має схожість з імператрицею. У 1835 році станиця перенесена вище, на пагорби, в 1840 році сюди перемістили і церкву, встановивши її на кам'яний фундамент. У 1877 році церква повністю вигоріла, у 1879 році побудована нова, з двома приділами: південним — в ім'я Вознесіння Господнього і північним — в ім'я Великомученика Пантелеймона. Церква обнесена кам'яною огорожею з дерев'яними решітками. Будинок побудований з дерева, що не характерно для степового Півдня. Місцеві жителі стверджують, що храм виготовлений в Сибіру, а колоди пронумеровані і перевезені в станицю, де його і зібрали.
У 1886 році при храмі побудована церковно-приходська школа. З 1906 року діяло церковно-приходське попечительство.
З приходом радянської влади у 1920 році станиця Катерининська перейменована в Краснодонецьку.
У 1930-1940 роки храм був закритий. Куполи церкви: основної будівлі і дзвіниці були зрізані. Церква використовувалася під зерносховище. Перед окупацією місцева влада зібралися підірвати церкву щоб зерно не дісталося нацистам, але місцеві жителі швидко розібрали зерно по домівках і підривати вже нема чому. Під час бойових дій церква не постраждала . В роки війни, коли німецькі окупанти зайняли Краснодонецьку, храм був ненадовго відкритим для богослужінь. Після війни церква знову була закрита.
Замкненою і порожньою церква простояла до середини 1980-х років. Передана приходу в 1985 році . Є діючою на сьогодні. З історії церкви відомо, що на її тлі знімали сцени двох художніх фільмів «Отаман» і «Діна» .
Катерининська церква є пам'ятником дерев'яного архітектурного зодчества в басейні Сіверського Дінця і об'єктом культурної спадщини .